# Chawanmushi
Chawanmushi (茶碗蒸し) er en japansk slags æggestand, der som regel spises som forret.
Grundlaget for den dampkogte ret er en krydret og pisket æggeblanding med sojasovs, dashi (suppe), katsuobushi (fiskestykker) og mirin (sød risvin). Som regel benyttes hønseæg, men vagtelæg er også populære. Før kogningen i en skål eller fad tilføjes der desuden hønsekødstykker eller rejer foruden svampe og persille.
Den færdige æggecreme spises som regel med ske i Japan. Den kan spises både varmt og koldt. Som kold mad kaldes den også for tamago tofu. Tilføjes der udon-nudler, kalder man retten for odamaki mushi eller odamaki udon.